# Battaglia di Capo Celidonia
La battaglia di Capo Calidonia (nota anche come battaglia di Capo Gelidonya) ebbe luogo il 14 luglio 1616 nel corso delle Guerre ottomano-asburgiche per il controllo del Mediterraneo quando una piccola flotta spagnola al comando di Francisco de Ribera y Medina che si stava portando al largo di Cipro venne attaccata da una vasta flotta ottomana. Malgrado questo, le navi spagnole (perlopiù galeoni) riuscirono a respingere gli ottomani le cui navi erano prevalentemente delle galee, infliggendo loro pesanti perdite.

## Antefatto

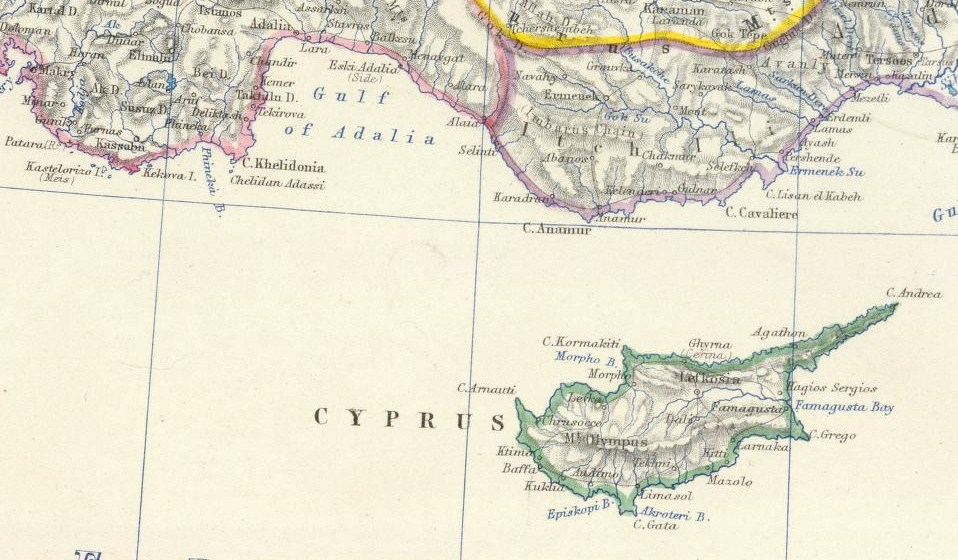
L'area del viaggio di Ribera.

A metà del 1616 una flotta spagnola al comando del capitano Don Francisco de Ribera y Medina salpò dal Regno di Sicilia diretta verso le acque del Mediterraneo orientale per contrastare le azioni di pirateria degli ottomani nell'area compresa tra Cipro e la regione della Çukurova. Essa era composta da 5 tra galeoni e patache. Queste navi erano la  Concepción (52 cannoni), ammiraglia di Ribera; la Almirante (34 cannoni) comandata da Serrano; la Buenaventura (27 cannoni) al comando di Don Ínigo de Urquiza; la Carretina (34 cannoni) comandata da Balmaseda; la Sau Juan Bautista (30 cannoni) comandata da Juan Cereceda; e la patache Santiago (14 cannoni) al comando di Gazarra. A bordo delle navi vi erano circa 1600 soldati spagnoli di cui 1000 moschettieri.
La flotta spagnola salpata verso l'isola di Cipro, all'epoca isola sotto il controllo ottomano, era capeggiata da Francisco de Ribera y Medina che ordinò la cattura durante la missione di 16 mercantili al largo di Capo Celidonia, oltre ad una barca pirata inglese presso Famagosta. Inoltre, dieci navi da guerra vennero affondate o bruciate nel porto di Selinas, le cui difese vennero distrutte dagli spagnoli senza alcuna perdita. Il governatore ottomano di Cipro, che subito era stato informato delle attività degli spagnoli, chiese aiuto alla marina ottomana. Ribera, venuto a sapere di questa richiesta dalla cattura di un vascello proveniente da Costantinopoli, decise di attendere il nemico presso Capo Celidonia di modo da poter subito dopo far ritorno in Sicilia. Una flotta turca di 55 galee con circa 275 cannoni e 12 000 uomini a bordo si presentò alcuni giorni dopo, il 14 luglio.

## La battaglia
La battaglia iniziò alle 9.00 quando le galee ottomane si spostarono verso le navi spagnole ed aprirono il fuoco. In precedenza si erano disposte a mezzaluna per accerchiare le navi spagnole. Per evitare che le sue navi potessero essere separate e affrontate individualmente dal nemico, Ribera sfruttò i venti favorevoli per ordinare alle sue navi di stringersi a catena. La Concepción rimase in avanguardia, seguita dalla Carretina, dalla Almiranta e dalla patache Santiago. Le altre due navi rimasero nelle retrovie. La loro artiglieria pesante sparò comunque sui vascelli turchi sino a sera. Gli attaccanti si ritirarono quindi nelle loro posizioni iniziali con otto galee quasi sul punto di affondare e molte altre danneggiate.
Il combattimento riprese la mattina successiva quando, dopo un consiglio di guerra tenutosi nella notte, gli ottomani decisero di attaccare in due gruppi separati nel tentativo di catturare la nave ammiraglia e la seconda in comando. Dopo essersi avvicinate alla nave ammiaglia, ad ogni modo, le galee vennero sottoposte a pesante fuoco da parte di tutta la flottiglia spagnola. Incapaci di abbordare le truppe spagnole, gli ottomani si ritirarono in mattinata con altre 10 navi in pericolo.
Nella nottata un nuovo consiglio di guerra decise di riprendere l'azione all'alba. Dopo un discorso che sollevò il morale dei marinai, i capi ottomani decisero di provare ad attirare l'ammiraglia di Ribera in un punto cieco che fosse facilmente attaccabile. Ad ogni modo, il comandante spagnolo che aveva previsto questa possibilità, ordinò che la Santiago si muovesse a fianco alla sua. Questa manovra espose le galee turche ad ulteriore fuoco nemico che inflisse loro pesanti danni, costringendo infine gli ottomani a ritirarsi alle 15.00 dopo aver perso un'ulteriore galea.

## Conseguenze
La flotta turca subì perdite gravi, con 10 galee affondate e altre 23 danneggiate. 1200 giannizzeri e 2000 marinai morirono. Gli spagnoli ebbero in tutto 34 morti e 93 feriti oltre a dei danni alle navi  Concepción e Santiago. Per il suo successo Ribera venne promosso al rango di ammiraglio da Filippo III che gli consentì inoltre di vestire l'abito dell'Ordine di Santiago. I soldati ed i marinai vennero citati espressamente da Pedro Téllez-Girón, III duca di Osuna. Il poeta spagnolo Don Luis Vélez de Guevara scrisse qualche tempo dopo la commedia "El asombro de Turquía y valiente toledano" ("La meraviglia della Turchia ed il coraggioso toledano") per commemorare appunto l'esito della battaglia.